# Xiaomi Redmi Note 4
Xiaomi Redmi Note 4 je mobilní telefon vyvinutý firmou Xiaomi. Je součástí softwarové řady Redmi. Má dvě verze: Starší verze prodávaná jako Redmi Note 4 je poháněna procesorem Mediatek MT6797 Helio X20 SOC. Upgradovaná verze, prodávaná jako Redmi Note 4X a Redmi Note 4 Global, je poháněna procesorem Qualcomm Snapdragon 625 SOC. Redmi Note 4 je štíhlejší než jeho předchůdce, ale těžší a má dobře rozloženu váhu. Je robustní a pevnější než Redmi Note 3.

## Porovnání variant
| Název                             | Displej  | Rozlišení | Datum vydání | Procesor                        | Operační paměť | Integrované úložiště | LTE | Zadní fotoaparát | Přední fotoaparát | Baterie  | Operační systém            | MIUI distribuce           |
| --------------------------------- | -------- | --------- | ------------ | ------------------------------- | -------------- | -------------------- | --- | ---------------- | ----------------- | -------- | -------------------------- | ------------------------- |
| Redmi Note 4                      | IPS 5.5" | HD 1080p  | Červen 2016  | Mediatek Helio X20 10× 2.1GHz   | 3 GB           | 32 GB                | Ano | 13 MP            | 5 MP              | 4100 mAh | MIUI 10 Android 6.0 MIUI 8 | China, Global a Xiaomi.eu |
| Redmi Note 4                      | IPS 5.5" | HD 1080p  | Červen 2016  | Mediatek Helio X20 10× 2.1GHz   | 3 GB           | 64 GB                | Ano | 13 MP            | 5 MP              | 4100 mAh | MIUI 10 Android 6.0 MIUI 8 | China, Global a Xiaomi.eu |
| Redmi Note 4                      | IPS 5.5" | HD 1080p  | Červen 2016  | Mediatek Helio X20 10× 2.1GHz   | 4 GB           | 64 GB                | Ano | 13 MP            | 5 MP              | 4100 mAh | MIUI 10 Android 6.0 MIUI 8 | China, Global a Xiaomi.eu |
| Redmi Note 4X Redmi Note 4 Global | IPS 5.5" | HD 1080p  | Leden 2017   | Qualcomm Snapdragon 625 8× 2GHz | 2 GB           | 32 GB                | Ano | 13 MP            | 5 MP              | 4100 mAh | MIUI 9 Android 7.0 MIUI 8  | China, Global a Xiaomi.eu |
| Redmi Note 4X Redmi Note 4 Global | IPS 5.5" | HD 1080p  | Leden 2017   | Qualcomm Snapdragon 625 8× 2GHz | 3 GB           | 16 GB                | Ano | 13 MP            | 5 MP              | 4100 mAh | MIUI 9 Android 7.0 MIUI 8  | China, Global a Xiaomi.eu |
| Redmi Note 4X Redmi Note 4 Global | IPS 5.5" | HD 1080p  | Leden 2017   | Qualcomm Snapdragon 625 8× 2GHz | 3 GB           | 32 GB                | Ano | 13 MP            | 5 MP              | 4100 mAh | MIUI 9 Android 7.0 MIUI 8  | China, Global a Xiaomi.eu |
| Redmi Note 4X Redmi Note 4 Global | IPS 5.5" | HD 1080p  | Leden 2017   | Qualcomm Snapdragon 625 8× 2GHz | 4 GB           | 64 GB                | Ano | 13 MP            | 5 MP              | 4100 mAh | MIUI 9 Android 7.0 MIUI 8  | China, Global a Xiaomi.eu |

## Historie
Společnost Xiaomi uvedla Snapdragonovou verzi Xiaomi Redmi Note 4X v lednu 2017. Přichází s pamětí 2 GB RAM + 32 GB EMMC, 3 GB RAM + 16 nebo 32 GB EMMC a 4 GB RAM + 64 GB EMMC. Telefon má 5,5 palcový IPS displej s rozlišením 1080 x 1920 a 2.5D zakřivenou obrazovku.
14. února 2017 spolu s čínskou premiérou Redmi Note 4X vydala společnost Xiaomi limitovanou edici telefonu s názvem Hatsune Miku. Sada obsahuje upravenou krabičku, mobilní telefon, powerbanku a ochranné pouzdro.

## Ohlasy
GSMArena uvedla: "Snapdragon 625, který považujeme za chipset střední třídy pro tuto generaci, poskytuje vynikající výkon s vysokou energetickou účinností a tepelnými vlastnostmi. Životnost baterie v tomto telefonu je neuvěřitelná, nadstavba MIUI je plynulá a fotoaparát disponuje za každých podmínek. Všechny tyto dobroty přicházejí v robustním kovovém těle, což přispívá k již velké hodnotě Redmi Note 4."
Podle AndroidAuthority: "Redmi Note 4 není perfektní, ale má obrovský potenciál, který by neváhal doporučit každému, kdo hledá smartphone střední třídy. Skvělý a přitažlivý smartphone za dobré peníze."